# Ulica Podzamcze w Lublinie
Ulica Podzamcze w Lublinie – jedna z dużych arterii w centrum Lublina o długości 400 m. Jest częścią drogi wojewódzkiej nr 835. Trasa stanowi granicę dzielnic Śródmieście i Kalinowszczyzna. W pobliżu ronda im. metropolity Piotra Mohyły ulica jest dwujezdniowa, na pozostałym odcinku jednojezdniowa po jednym pasie ruchu w każdym kierunku. Niedaleko ulicy znajduje się Dworzec Główny PKS oraz wzgórze Czwartek, a nieco na południe Zamek Lubelski, od którego nazwa ulicy pochodzi. Obecnie wybudowano trakcję trolejbusową, z  której korzysta linia nr 154.

## Komunikacja miejska
Na całej długości ulicy: 17, 18, 31, trolejbus 154.